# Ralph Hills
Ralph Hills   (Washington DC, 19 de gener de 1902 - Baltimore, 20 de setembre de 1977) va ser un atleta estatunidenc, especialista en el llançament de pes i martell, que va competir durant la dècada de 1920.
Hills era net del senador dels Estats Units Arthur Pue Gorman. El 1921 es graduà a la The Hill School, on ja va destacar com a atleta. Continuà els seus estudis a la Universitat de Princeton, on es graduà el 1925. Es llicencià en medicina a la Universitat Johns Hopkins el 1929. L'any abans es casà amb Mary Joe Dixon, filla del governador de Montana Joseph M. Dixon.
El 1924 va prendre part en els Jocs Olímpics de París, on guanyà la medalla de bronze en la prova del llançament de pes del programa d'atletisme.
En el seu palmarès destaquen diversos títols de l'IC4A i AAU, tant a cobert com a l'aire lliure. El 2012 fou incorporat a l'Athletics Hall of Fame.

## Millors marques
- llançament de pes. 15.26 metres (1925)
- llançament de martell. 48.43 metres (1924)[2][4]